# Cidade Gaúcha
Cidade Gaúcha ist ein brasilianisches Munizip im Bundesstaat Paraná. Es hat 11.467 Einwohner (2022), die sich Cidade-Gauchenser oder Citadiner nennen. Seine Fläche beträgt 403 km². Es liegt 412 Meter über dem Meeresspiegel.

## Etymologie
Die Immobiliengesellschaft Ypiranga de Boralli & Held wollte 1952 für ihre neue Siedlung Familien aus dem Süden Brasiliens anwerben. Sie gab der Siedlung deshalb den Namen Cidade Gaúcha, zu deutsch Stadt der Rio-Grandenser.

## Geschichte
Cidade Gaúcha ist wie die meisten Städte im Nordwesten Paranás aus der Kolonisierungsbewegung auf der Suche nach Land für den Kaffeeanbau hervorgegangen. Ab Beginn des 20. Jahrhunderts sorgte die Ausdehnung des Kaffeeanbaugebiets für die Gründung zahlreicher Städte, die sich in einer Welle von Osten nach Westen entwickelte und den gesamten Norden des Staates entwaldete.
Die Kolonisierung fand in der zweiten Hälfte des Kaffeezyklus statt. Die besten Gebiete des Norte Velho und Norte Novo, die Terra Roxa, waren bereits im Besitz von Großgrundbesitzern. Der Norte Novíssimo verfügte über das billigste Land, so dass sich dort viele kleine und mittlere Landbesitzer niederließen. 
Die Erschließung von Cidade Gaúcha erfolgte durch die Immobiliengesellschaft Ypiranga de Boralli & Held. Die erste Rodung im Bereich  erfolgte im Februar 1951. Wöchentlich trafen in den 1950er Jahren zehn bis 15 Familien ein, die aus Minas Gerais, Rio de Janeiro, São Paulo, Rio Grande do Sul und aus anderen Städten in Paraná kamen. 
Cidade Gaúcha wurde durch das Staatsgesetz Nr. 4245 vom 25. Juli 1960 in den Rang eines Munizips erhoben und am 15. November 1961 als Munizip installiert.

## Geografie

### Fläche und Lage
Cidade Gaúcha liegt auf dem Terceiro Planalto Paranaense (der Dritten oder Guarapuava-Hochebene von Paraná) auf 23° 22′ 48″ südlicher Breite und 52° 56′ 42″ westlicher Länge. Es hat eine Fläche von 403 km². Es liegt auf einer Höhe von 412 Metern.

### Vegetation
Das Biom von Cidade Gaúcha ist Mata Atlântica.

### Klima
In Cidade Gaúcha herrscht tropisches Klima. Die meiste Zeit im Jahr ist mit erheblichem Niederschlag zu rechnen. Selbst im trockensten Monat fällt eine Menge Regen. Die Klimaklassifikation nach Köppen und Geiger lautet Af. Es herrscht im Jahresdurchschnitt eine Temperatur von 22,7 °C. Innerhalb eines Jahres gibt es 1473 mm Niederschlag.

### Gewässer
Der Ivaí bildet die nördliche Grenze des Munizips. Ihm fließen mehrere Bäche wie der Ribeirão Tapiracuí auf der Westgrenze und der Rio Itaoca ou Pacu zu. 

### Straßen
Cidade Gaúcha ist über die PR-482 mit Umuarama verbunden. Es liegt an der PR-082 von Porto Camargo am Paraná nach Cianorte.

### Nachbarmunizipien
| Tapira       | Planaltina do Paraná                        | Amaporã   |
|              | Kompassrose, die auf Nachbargemeinden zeigt | Guaporema |
| Nova Olímpia | Tapejara                                    | Rondon    |

## Stadtverwaltung
Bürgermeister: Henrique Domingues, PSL (2021–2024)
Vizebürgermeisterin: Silvana Maria Pereira Pauleski, PODEMOS (2021–2024)

## Demografie

### Bevölkerungsentwicklung
| Jahr | Einwohner | Stadt | Land |
| ---- | --------- | ----- | ---- |
| 1960 |           |       |      |
| 1970 | 4.604     | 24 %  | 76 % |
| 1980 | 4.128     | 41 %  | 59 % |
| 1991 | 4.555     | 67 %  | 33 % |
| 2000 | 9.531     | 81 %  | 19 % |
| 2010 | 11.062    | 83 %  | 17 % |
| 2022 | 11.467    |       |      |

Quelle: IBGE (2011) und Volkszählung 2022

### Ethnische Zusammensetzung
| Gruppe *    | 1991    | 2000    | 2010    | |
| ----------- | ------- | ------- | ------- | --- |
| Weiße       | 66,1 %  | 55,7 %  | 50,5 %  | wer sich als weiß erklärt                                                                                     |
| Schwarze    | 3,1 %   | 2,8 %   | 4,2 %   | wer sich als schwarz erklärt                                                                                  |
| Gelbe       | 0,4 %   | 0,2 %   | 1,3 %   | Personen fernöstlicher Herkunft wie japanisch, chinesisch, koreanisch etc.                                    |
| Braune      | 30,3 %  | 41,0 %  | 44,0 %  | wer sich als braun erklärt oder wer sich mit einer Mischung von zwei oder mehr der fünf Gruppen identifiziert |
| Indigene    | 0,0 %   | 0,0 %   | 0,1 %   | wer sich als Ureinwohner oder Indio erklärt                                                                   |
| ohne Angabe | 0,0 %   | 0,3 %   | 0,0 %   | |
| Gesamt      | 100,0 % | 100,0 % | 100,0 % | |

*) Das IBGE verwendet für Volkszählungen seit 1991 ausschließlich diese fünf Gruppen. Die Gruppenzugehörigkeit wird bei der Befragung vom Einwohner selbst festgelegt. Das IBGE verzichtet bewusst auf Erläuterungen.
Quelle: IBGE (Stand: 1991, 2000 und 2010)

## Wirtschaft

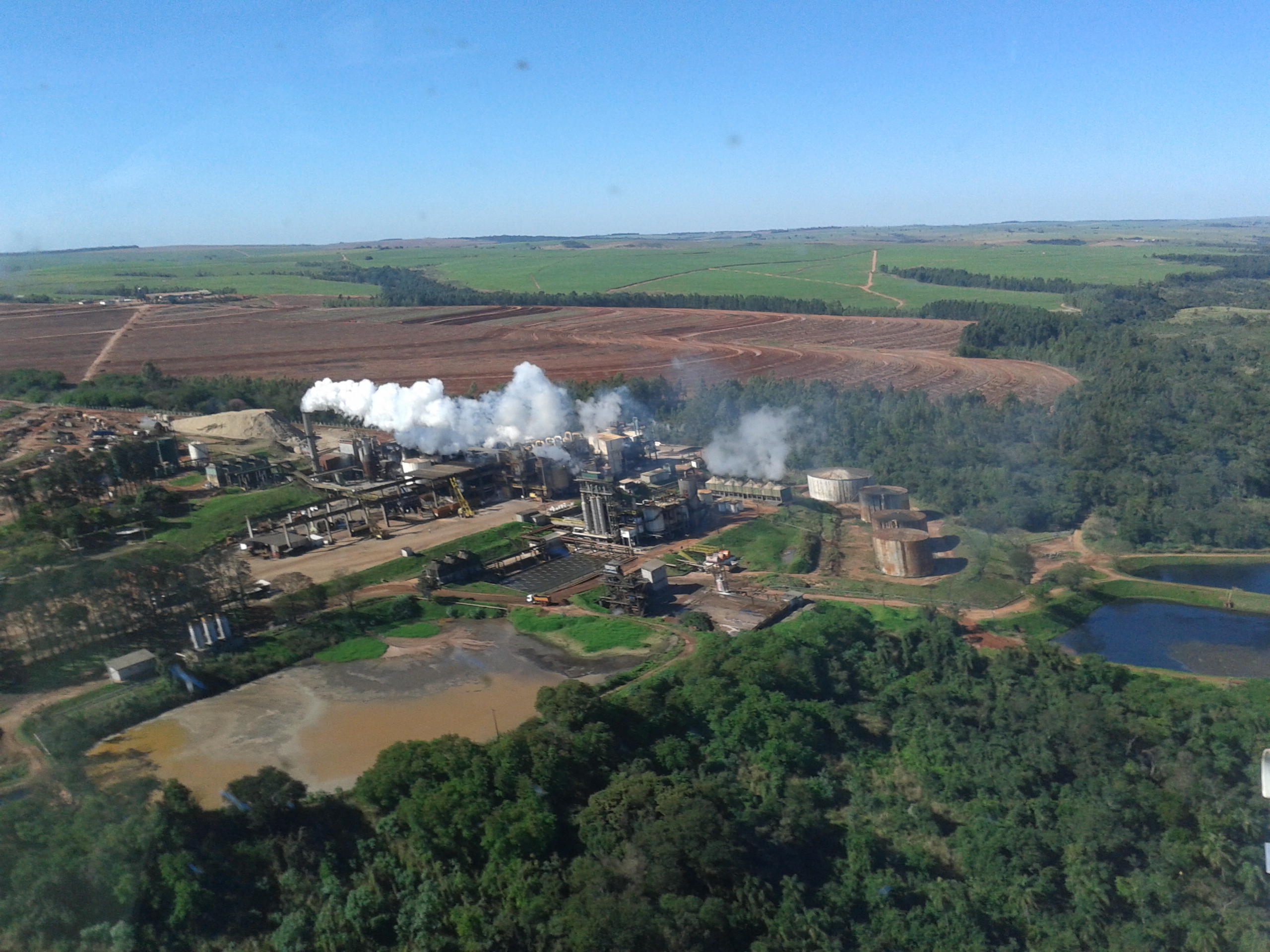
Zuckerrohrverarbeitung Usina Santa Terezinha

Das wichtigste landwirtschaftliche Produkt ist Zuckerrohr, das auf 8700 ha angebaut wird. Östlich der Kernstadt befindet sich an der PR-082 die Usina Santa Terezinha, die Zuckerrohr verarbeitet. Sie hat 1400 Mitarbeiter. Sie investiert in die Erzeugung von Biostrom durch Kraft-Wärme-Kopplung, wobei als Rohstoff Zuckerrohr-Bagasse verwendet wird, ein Nebenprodukt des Mahlprozesses. Die überschüssige Stromerzeugung wird von ONS (Nationaler Stromnetzbetreiber) übernommen, vermarktet und an SIN (Nationales Verbundsystem) geliefert.

## Persönlichkeiten
- Antônio Luiz Catelan Ferreira (* 1970), römisch-katholischer Geistlicher, Weihbischof in Rio de Janeiro